# Octan amonu
Octan amonu – organiczny związek chemiczny, sól amonowa kwasu octowego.

## Otrzymywanie
- działanie amoniaku na kwas octowy

CH3COOH + NH3 → CH3COONH4

## Zastosowanie
- do produkcji acetamidu, ogrzewając stały octan amonu (proces dehydratacji)

CH3COONH4 → CH3CO-NH2 + H2O
- jako dodatek do żywności (E264)
- odczynnik laboratoryjny